# ديانا مارسيلا بولانيوس رودريغيز
ديانا مارسيلا بولانيوس رودريغيز (بالإسبانية: Diana Marcela Bolaños Rodríguez)، هي عالمة أحياء بحرية من كولومبيا درست أنواعاً مختلفة من الديدان المسطحة وصنفتها. استلمت جائزة لوريال-اليونسكو للمرأة في العلوم في عام 2010 واختيرت كأفضل عالمة أحياء لعام 2012 في كولومبيا، واعتُبرت من قبل البي بي سي في عام 2013 واحدة من أفضل عشر نساء في العلوم في أمريكا اللاتينية.

## سيرة ذاتية
ولدت ديانا مارسيلا بولانيوس رودريغيز في عام 1981 في بوغوتا، كولومبيا، وترعرعت هناك. التحقت بجامعة جورج تاديو لوزانو عندما بلغت التاسعة عشر في مجمع سانتا مارتا (كولومبيا) على الجانب الكاريبي من كولومبيا. كما واصلت بولانيوس تعليمها في جامعة نيوهامشير في الولايات المتحدة بعد أن انتهت من أطروحتها الجامعية «الديدان المسطحة» في عام 2003.
حصلت على الدكتوراه في علم الحيوان من جامعة نيوهامشير في دورهام عام (2008) مع جائزة لتميزها في البحث من قسم علم الحيوان، حيث ركزت أبحاثها على الديدان المسطحة وهي عبارة عن ديدان بحرية تتميز بقدرتها على توليد أنسجة جديدة من الخلايا الجذعية.
تزوجت من الأمريكي جوزيف دن الذي التقت به أثناء وجوده في نيوهامشير، ثم عادت إلى كولومبيا في عام 2008 لمتابعة بحثها واستكمال قاعدة البيانات لأنواع الديدان المسطحة وعلم تصنيفها (أحياء)، كما تولت بولانيوس منصب تدريسي كأستاذ زائر لجامعة الأنديز (يونانديس)، وحصلت على جائزة لوريال-اليونسكو للمرأة في العلوم في عام 2010 واستخدمتها لإكمال أبحاث ما بعد الدكتوراه في جامعة يونانديس، ثم تولت منصب أستاذ مساعد في منهاج مادة الأحياء في جامعة قرطاجنة. وحصلت على لقب عالم الأحياء الكولومبي لعام 2012، واختيرت في عام  2013 من بين أحد العلماء العشرة الأوائل في أمريكا اللاتينية من قبل ال بي بي سي. بقيت بولانيوس في كولومبيا على الرغم من الصعوبات في العثور على تمويل للبحوث، وكان جزء من بقاءها لإلهام اهتمامات الآخرين بالعلوم، والجزء الآخر لسد فجوة الشتات الح اصل لدى كثير من الخريجين في كولومبيا.
واصلت أبحاثها وعملت على إجراء مقارنات بين نوعي الديدان السطحية عديدة الفروع والمستورقة والأنواع الأخرى للديدان المسطحة وقدرتها على التجدد ونشرت بالإضافة إلى ذلك العديد من المقالات في مجالات التطور والنظاميات  في المجلات العالمية الخاضعة لمراجعة النظراء مثل مجلة «النشوء والتطور» و «التاريخ الطبيعي» و«زوتاكسا»، كما واصلت تعليمها في دورات مثل دروة جمعية علم الأحياء النمائي التطوري القصيرة المُقامة في مونتفيدو، الأوروغواي.
تكمن أهمية هذا البحث في تطبيقاته الممكنة على البشر، حيث أكدت هذه العالمة الكولومبية من حقيقة أن الجهاز العصبي والدماغ ينظمان جميع الوظائف في الكائنات الحية. يمكن العثور على جوانب مهمة يمكن تطبيقها في علاج الأشخاص الذين يعانون من مشاكل في الجهاز العصبي إذا دُرس الجهاز العصبي للديدان أثناء عملية التجديد، مثل مرض شلل الرعاش أو الشلل النصفي.

## الأعمال المختارة
- بولانيوس رودريغيز وديانا مارسيلا وكويروجا كارديناس وسيغر ياموروك (2003). التصنيف والشروح البيئية للديدان البحرية الحيّة المسطحة (الديدان المسطحة: عديدة الفروع والمُهتزات) الموجودة في الساحل الصخري لمنطقة سانتا ماريا، الساحل الكاريبي في كولومبيا (ورقة بحثية) (باللغة الإسبانية). بوغوتا، كولومبيا: جامعة جورج تاديو لوزانو.
- كويرجا كارديناس وسيغر ياموروك وبولانيوس رودريغيز وديانا مارسيلا وليتفيتيس وماريان (2004). «قائمة مراجع بالديدان المسطحة عديدة الفروع (الديدان المسطحة: عديدة الفروع) من الساحل الكاريبي في كولومبيا». زوتاكسا
- كويرجا كارديناس وسيغر ياموروك وبولانيوس رودريغيز وديانا مارسيلا وليتفيتيس وماريان (2008). «نوعان جديدان من الديدان المسطحة (الديدان المسطحة: عديدة الفروع) من المنحدر القاري لخليج المكسيك». مجلة جمعية علم الأحياء البحري للمملكة المتحدة.
- ليتفيتيس وماريان وبولانيوس رودريغيز وديانا مارسيلا وكويرجا كارديناس وسيغر ياموروك (2010) «عندما تكون الأسماء خاطئة والألوان خادعة: كشف حقيقة الأنواع المركبة ثنائية اللون (عديدة الفروع)». مجلة التاريخ الطبيعي.

## آراء علمية
تُعطى منحة لوريال يونسكو العالمية من 28 فبراير وحتى 5 مارس في مقر اليونسكو في باريس؛ حيث حصل حتى الآن أكثر من 500 باحث على جوائز ومنح برنامج لوريال يونسكو «المرأة والعلوم» التي أُنشئت في عام 1998، حصل منذ هذا التاريخ أربعة كولومبيين المنحة الدولية اثنان منهم من تاديستاس، يدلّ هذا على الجودة التي يقدمها برنامج الأحياء البحرية الوحيد في كولومبيا لطلابه، وعلى إسهاماته للبلاد. فازت لينا ماريا سافيدرا على نفس المنحة في عام (2008).
ذكرت ديانا مارسيلا بولانيوس رودريغيز في مقابلة لها في عام 2012 التحديات الرئيسية التي واجهتها وقالت بهذا الخصوص «التحدي الرئيسي الذي أواجهه في كولومبيا هو إيجاد الدعم والتمويل لإجراء الأبحاث، هنالك عدد قليل جداً من الكيانات (الخاصة أو العامة) التي تدعم الأبحاث، والتي تمثل المخزون المالي الوحيد لجميع الأبحاث في الدولة، هذا المخزون غير الكافي جعل الأمر تنافسياً بشكل أو بآخر. التحدي الآخر هو الظروف الرديئة للبنية التحتية لمختبرات البحث في الجامعات.»
كما تحدثت ديانا مارسيلا بولانيوس عن عملها الحالي لاكتشاف آليات التجدد للديدان المسطحة وقالت بخصوص هذا «أنا أعمل حالياً على تطور الخلايا الجنينية والأنماط وعمليات تجدد الديدان البحرية المسطحة عديدة الفروع؛ تمتلك الديدان عديدة الفروع نفس نظام الخلايا الجذعية لديدان» المستورقات«المعروفة، وبالرغم من ذلك تبقى إمكانية التجديد محدودة ومقيدة. أحاول مقارنة ومعرفة ماهية الآليات الجزيئية للتجديد لدى الديدان» عديدة الفروع«وسبب اختلافها عن تلك الموجودة في ديدان» المستورقات«وغيرها من الديدان المسطحة.»
اعتقدت ديانا مارسيلا بولانيوس أن الدورة التدريبية لعلم الأحياء النمائي التطوري جديرة بالحضور وقالت بهذا الخصوص «أردت حضور الدورة التدريبية لأنني لست أخصائية بعلم الأحياء النمائي التطوري؛ وبحثي الحالي يتضمن هذا المجال. جميع أبحاثي كانت عن النظاميات وعلم الوراثة العرقي للديدان عديدة الفروع وأنا أحاول الآن عنونة بعض القضايا من وجهة نظر علم الأحياء النمائي التطوري. بدا لي أن هذه الدورة فرصة عظيمة للتعرف على هذا المجال ولمقابلة أساتذة مميزين وأشخاص يُشهد بهم في المنطقة للتعلم منهم والحصول على أفكار وتعقيبات حول بحثي.»
ذكرت بولانيوس النقاط الأبرز في هذه الدورة وقالت بهذا الخصوص «وجدت حقاً أن الدورة بأكملها كانت مهمة، كل أستاذ كان ممتعاً للغاية وأظهر لنا أشياء جديدة؛ تعلمت حقاً من الجميع، ولكن إذا كان عليّ الاختيار فقد استمتعت حقاً بمقابلة والتر جيرينج ومحاضرة ديتيلف أرندت.»
كما ذكرت أهم الأشياء التي تعلمتها والقابلة للتطبيق في بحثها وقالت بهذا الخصوص «تعلمت من جميع الأساتذة كما ذكرت من قبل وحصلت على أفكار جيدة لتطبيقها في بحثي بالمستقبل، لكن أكثر تطبيق يمكن استخدامه الآن هو التقنيات والإجراءات المُدرّسة من قبل سانشيز ألفارادو المتعلقة بتجدد الكواكب.»
وتحدثت بولانيوس أخيراً عن خططها المستقبلية وقالت «أود إجراء دراسة ما بعد الدكتوراه؛ على الرغم من امتلاكي منصب عضو هيئة تدريسية في بلدي؛ في مجال علم الأحياء النمائي التطوري للحصول على تدريب أفضل في هذا المجال الرائع.»